# Eclipse (banda)
Eclipse é uma banda sueca de hard rock fundada em 1999 em Estocolmo pelo vocalista, compositor e produtor Erik Martensson e o guitarrista Magnus Henriksson.

## Histórico
Depois de ter produzido sozinho uma demo com quatro músicas, Erik fechou contrato com o selo inglês Z Records, pelo qual gravaram seu primeiro álbum. Lançado em 2001, The Truth And A Little More contou com Anders Berlin na bateria, Magnus Henriksson nas guitarras e Erik Martensson nos vocais e baixo, além do guitarrista Kee Marcello (Europe) e o tecladista Mats Olausson (ex Yngwie Malmsteen) como convidados especiais.
Em 2003, a banda mudou de gravadora assinando definitivamente com a italiana Frontiers Records, pela qual lançaram seu segundo álbum. Com a saída de Anders, Erik e Magnus recrutaram Magnus Ulfstedt (Talisman, Royal Hunt, Jimi Jamison) na bateria e Fredrik Folkare (Escudiero, Unleashed, Incardine) como baixista, além de novamente contarem com Mats Olausson nos teclados. Tal formação concebeu em 2004 o álbum Second To None produzido pelo próprio Erik, além de contribuir com um cover de “Need A Lot Of Lovin“ para o álbum “The Sweet According To Sweden”, um tributo à lendária banda britânica The Sweet. Também em 2004 Erik foi convidado a participar do “My Resurrection”, quinto álbum da banda Brazen Abbot ao lado de Joe Lynn Turner, Glenn Hughes, Göran Edman e Tony Arnell.
Apesar das boas críticas e recebimento do segundo álbum por parte do publico, a banda foi obrigada a fazer uma pausa devido à dificuldades entre seus membros. Em 2007 Erik e Magnus, membros remanescentes do Eclipse deram inicio à produção de novo material para o terceiro álbum, ao passo que admitiam os novos membros da banda. Johan Berlin (Timescape), irmão mais velho de Anders assumiu os teclados e Robban Bäck (Billion Dollar Babies, Pain, Sabbaton), a bateria.
Em 2008 lançaram seu terceiro álbum intitulado Are You Ready To Rock também produzido por Erik e mais vinculado ao Hard Rock, o qual alcançou grande popularidade e rendeu boas críticas em diversas revistas online como Melodic-HardRock, Heavy Harmonies, Metal-Temple e Melodic Rock Fanzine.
Uma curta turnê foi iniciada pela Europa tendo Johannes Kagelind como baixista contratado. Tal turnê passou pela Itália, Reino Unido onde tocaram no Firefest, além de países da Escandinávia onde um dos pontos altos foi a abertura para o show do Deep Purple em 2009, na capital sueca.
Também em 2008 Serafino Perugino, presidente da Frontiers Records contatou Erik Martensson para tomar parte num projeto ao lado de Jeff Scott Soto (Rising Force/Yngwie Malmsteen, Talisman, Journey) e Robert Säll (Work Of Art); união que resultaria no primeiro álbum da banda W.E.T..
Erik Martensson e Magnus Henriksson distanciaram-se por certo tempo das composições do Eclipse por estarem engajados no processo de composição e produção não somente para W.E.T. mas também para álbuns de outros artistas tais como Kimball/Jamison (Toto/Survivor), Toby Hitchcock (Pride of Lions), Erik Grönwall (H.E.A.T.) e Jimi Jamison (Survivor); esse último rendendo à Erik uma completa entrevista à revista Guitar World.
Em 2012 a banda retornou à ativa com o seu mais aclamado e complexo álbum, completamente composto e produzido por Erik e Magnus; Bleed & Scream. O álbum foi bem recebido pelo público, rendeu à banda boas críticas,  e ficou entre os 60 álbuns mais tocados em países como a Suécia onde atingiu 7ª e 2ª posições e foi destaque na revista Sweden Rock Magazine, na Austrália atingiu posição 44ª, 6ª posição no Reino Unido e 12ª posição no Japão onde foi citado como um dos álbuns mais importados, pela revista japonesa Burrn.
No mesmo ano novamente Erik, Magnus e Robban Bäck juntaram-se à Jeff Scott Soto e Robert Säll para a gravação do segundo álbum do W.E.T., “Rise Up”, lançado no inicio de 2013.
A banda fez turnê tocando em vários festivais como MelodicRockFest 3 em Chigaco US, Väsby Rock Festival em Estocolmo SE, Firefest X em Nottingham UK, Espanha, Finlândia e Noruega onde abriram para a Nordic Beast, banda formada por Mic Michaelis (Europe), Mikkey Dee (Motörhead), John Norum (Europe), Age Sten Nilsen (Wig Wam), Hal Patino (King Diamond).

## Integrantes

### Atuais
- Erik Martensson - vocais (1999-presente)
- Magnus Henriksson - guitarras (1999-presente)
- Philip Crusner – bateria (2015–presente)
- Victor Crusner – baixo (2019–presente)

### Ex-integrantes
- Anders Berlin - bateria, teclado (1999-2004)
- Fredrik Folkare - baixo (2003-2008)
- Johannes Kagelind – baixo
- Peter Hallgren – baixo
- Johan Berlin – teclado (2006–?)
- Robban Bäck – bateria (2006–2015)
- Magnus Ulfstedt - bateria (2000–2006) e baixo (2014-2019)

## Discografia
- The Truth and a Little More (2001)
- Second to None (2004)
- Are You Ready to Rock (2008)
- Bleed & Scream (2012)
- Armageddonize (2015)
- Monumentum (2017)
- Paradigm (2019)
- Wired (2021)
- Megalomanium (2023)

## Singles, compilações e outras versões
- Need A Lot Of Lovin - Sweet According To Sweden (2004).
- Second To None (2004) Versão japonesa com a faixa bonus "Masterpiece Girl".
- Are You Ready To Rock (2008) Versão japonesa com a faixa bonus "Haunted-Wanted (Karma)".
- To Mend A Broken Heart - Rock The Bones Vol. 6.[21]
- Bleed & Scream (2012) Single com duas faixas bonus "Come Hell Or High Water" e "Into The Fire", lançados exclusivamente pela revista Sweden Rock Magazine, de n°95 edição de Agosto/Setembro 2012.
- Bleed & Scream (2012) Versão japonesa com a faixa bônus "Battlegrounds acoustic version".